# Chic (banda)
Chic, actualmente denominado Nile Rodgers & Chic, es un grupo musical estadounidense formado en 1976 por el guitarrista y cantante Nile Rodgers, el baterista Tony Thompson y el bajista Bernard Edwards. Consideradas por la crítica la banda más representativa de la historia de la música disco varias de sus canciones alcanzaron puestos importantes en la lista Billboard Hot 100 de Estados Unidos como «Dance Dance Dance (Yowsah, Yowsah, Yowsah)» (1977), «Everybody Dance» (1977), «I Want Your Love» (1978) o «My Forbidden Lover» (1979). En el caso de los temas «Le Freak» (1978) y  «Good Times» (1979) alcanzaron el número 1 de esa lista.
El grupo ha sido nominado, en 11 años diferentes y sin conseguirlo, para su inclusión en el Salón de la Fama del Rock and Roll. En 2005 sí fueron incluidos en el Salón de la Fama de la Música Dance.

## Historia
Fundado a mediados de los años 1970 el sonido del grupo pronto se caracterizó por un retorno a la esencia de la música disco, los riffs de guitarra de Rodgers, las líneas de bajo de Edwards y un uso poderoso de las melodías y la percusión.

"(Bernard Edwards y Nile Rodgers) Nos conocimos tocando en el escenario y desde aquella noche nunca dejamos de tocar juntos. Yo le pegaba al jazz y fue Bernard quien me enseñó el estilo funky. Copié su estilo, combiné mi conocimiento de acordes y armonías con la técnica de Bernard".
Nile Rodgers (Diario El País, 2008).

Al mismo tiempo, Edwards y Rodgers componían, arreglaban, interpretaban y producían discos muy influyentes de música disco y rhythm and blues, tanto para artistas ya establecidos como para estrellas de un solo éxito, como Sister Sledge, Sheila and B. Devotion, y las exitosas Diana Ross y Deborah Harry. También ayudaron a lanzar a la fama a un joven Luther Vandross que cantó en uno de los álbumes de Chic. El grupo siempre sabía si sus temas iban a funcionar porque primero, sin que nadie lo supiese, los pinchaban en la discoteca Studio 54 de Nueva York. Comprobaban el comportamiento de la gente y, dependiendo de su respuesta, lo editaban o no.

"No queríamos sonar como las bandas funky de California o el Midwest, e inventamos un estilo. Dijimos: vamos a suponer que somos un grupo de tipos negros franceses que venimos a América y que tocamos un funk sofisticado. Ese era el concepto. Nos veíamos como una banda moderna del Harlem renaissance (movimiento cultural de los años 20), bien vestidos, con traje y corbata..".
Nile Rodgers (El Periódico, 2014) 

En los años 80, con la decadencia de la música disco, la banda tuvo que luchar por su difusión y sus ventas y acabó separándose. Rodgers y Edwards produjeron discos por separado para una amplia variedad de artistas. Rodgers produjo el álbum de estudio de mayor éxito comercial de David Bowie, Let's Dance (1983), y fue en gran parte responsable del éxito de Madonna con su álbum Like a Virgin (1985).

"La verdad es que como solista Nile Rodgers es una persona loca. Hago cualquier cosa que se me viene a la cabeza. Y cuando entro en el mundo de Chic, me adapto a la disciplina de Chic, me pongo la ropa adecuada y me dispongo a hacer feliz a la gente. Si hago de Nile Rodgers, hago lo que me da la gana y ya no soy tan egocéntrico. Lo que hago en mi casa son locuras mías que no le interesan a nadie. Cuando compongo, toco música de Chic, contacto con el mundo y me entra buen rollito. Me dan ganas de que la gente se sienta feliz"
Nile Rodgers (Diario El País, 2008) [https://elpais.com/diario/2008/05/24/babelia/1211583971_850215.html

A principios de los años 1990 Rodgers y Edwards se reunieron para trabajar en material nuevo y revitalizar el grupo Chic con el álbum Chic-Ism (1992). El 18 de abril de 1996 Bernard Edwards fue hallado muerto, víctima de una afección pulmonar, en la habitación del hotel donde se hospedaba un día después de haber ofrecido un concierto con el grupo en el estadio cubierto Budokan de Tokio (Japón). Pese a mantenerse un tiempo sin ofrecer conciertos posteriormente Chic siguió haciendo giras con nuevos músicos. El baterista Tony Thompson falleció en 2003.

"La última noche en vida de Bernard, justo antes de salir al escenario, me miró y me dijo: '¡Guau!, fíjate, esta música es más grande que nosotros'. Cierto, nosotros no somos lo importante y por eso, soy capaz de seguir".
Nile Rodgers (Diario El País, 2008) 

## Influencia
Además de definir la música disco Chic inspiró a otros artistas en la elaboración de su propio sonido. Por ejemplo el trío The Sugarhill Gang utilizó «Good Times» como base instrumental para su canción «Rapper's Delight» (1979) considerado el primer éxito discográfico del hip hop. También el grupo británico Queen sacó de los típicos riffs de guitarra y bajo de Chic la inspiración para su exitoso sencillo «Another One Bites the Dust».

## Discografía

### Álbumes de estudio
| Álbum                                                | Fecha de lanzamiento | Discográfica         | Posiciones en los CHARTS | Posiciones en los CHARTS | Posiciones en los CHARTS | Certificación de la RIAA |
| Álbum                                                | Fecha de lanzamiento | Discográfica         | U.S. Albums              | U.S. R&B Albums          | U.K. Albums              | Certificación de la RIAA |
| ---------------------------------------------------- | -------------------- | -------------------- | ------------------------ | ------------------------ | ------------------------ | ------------------------ |
| Chic                                                 | 1977                 | Atlantic Records     | 27                       | 12                       | -                        | Oro                      |
| C'est Chic                                           | 1978                 | Atlantic Records     | 4                        | 1                        | 2                        | Platino                  |
| Risqué                                               | 1979                 | Atlantic Records     | 5                        | 2                        | 29                       | Platino                  |
| Les Plus Grands Succès De Chic: Chic's Greatest Hits | 1979                 | Atlantic Records     | 88                       | -                        | 30                       | –                        |
| Real People                                          | 1980                 | Atlantic Records     | 30                       | 8                        | -                        | –                        |
| Take It Off                                          | 1981                 | Atlantic Records     | 124                      | 36                       | -                        | –                        |
| Tongue in Chic                                       | 1982                 | Atlantic Records     | 173                      | 47                       | -                        | –                        |
| Believer                                             | 1983                 | Atlantic Records     | -                        | -                        | -                        | –                        |
| Chic-Ism                                             | 1992                 | Warner Bros. Records | -                        | 39                       | -                        | –                        |
| It's About Time                                      | 2008                 | Virgin EMI Records   | -                        | -                        | -                        | –                        |

### Sencillos
| Año  | Sencillo                                       | Álbum          | Posiciones en los Charts | Posiciones en los Charts | Posiciones en los Charts | Posiciones en los Charts | Posiciones en los Charts |
| Año  | Sencillo                                       | Álbum          | U.S. Hot 100             | U.S. R&B                 | U.S. Club Play           | U.S. A/C                 | U.K.                     |
| ---- | ---------------------------------------------- | -------------- | ------------------------ | ------------------------ | ------------------------ | ------------------------ | ------------------------ |
| 1977 | «Dance, Dance, Dance (Yowsah, Yowsah, Yowsah)» | Chic           | 6                        | 6                        | 1                        | -                        | 6                        |
| 1977 | «Everybody Dance»                              | Chic           | 38                       | 12                       | 1                        | -                        | 9                        |
| 1978 | «Le Freak»                                     | C'est Chic     | 1                        | 1                        | 1                        | 48                       | 7                        |
| 1978 | «I Want Your Love»                             | C'est Chic     | 7                        | 5                        | 1                        | 9                        | 4                        |
| 1979 | «Good Times»                                   | Risqué         | 1                        | 1                        | 3                        | 26                       | 5                        |
| 1979 | «My Forbidden Lover»                           | Risqué         | 43                       | 33                       | 3                        | -                        | 15                       |
| 1979 | «My Feet Keep Dancing»                         | Risqué         | -                        | 42                       | 3                        | -                        | 21                       |
| 1980 | «Rebels Are We»                                | Real People    | 61                       | 8                        | 29                       | -                        | -                        |
| 1980 | «Real People / «Chip Off The Old Block»        | Real People    | 79                       | 51                       | -                        | -                        | -                        |
| 1981 | «Stage Fright»                                 | Take It Off    | -                        | 34                       | -                        | -                        | -                        |
| 1982 | «Soup for One»                                 | Soup for One   | 80                       | 14                       | -                        | -                        | -                        |
| 1982 | «Hangin'»                                      | Tongue in Chic | -                        | 48                       | -                        | -                        | 64                       |
| 1983 | «Give Me The Lovin'»                           | Believer       | -                        | 57                       | -                        | -                        | -                        |
| 1984 | «Chic Cheer»                                   |                | -                        | -                        | -                        | -                        | 81                       |
| 1987 | «Jack Le Freak»                                |                | -                        | -                        | 15                       | -                        | 19                       |
| 1992 | «Chic Mystique»                                | Chic-Ism       | -                        | 48                       | 1                        | -                        | 48                       |
| 1992 | «Your Love»                                    | Chic-Ism       | -                        | -                        | 3                        | -                        | -                        |

Nota:
- En julio de 1990, un segundo popurrí de Chic (después de «Jack Le Freak»), titulado «MegaChic - Chic Medley», alcanzó el puesto 58.